# ジョージ5世 (イギリス王)
ジョージ5世（英: George V、全名:ジョージ・フレデリック・アーネスト・アルバート〈英: George Frederick Ernest Albert〉、1865年6月3日 - 1936年1月20日）は、グレートブリテン及びアイルランド連合王国（イギリス）ならびに海外自治領（the British Dominions beyond the Sea）の国王（1927年からはグレートブリテン、アイルランドならびに海外自治領の国王）、インド皇帝（在位: 1910年5月6日 - 1936年1月20日）。ウィンザー朝の初代君主（1917年に王朝名を変更）。

## 生涯

### 出生
当時プリンス・オブ・ウェールズだったアルバート・エドワード（後のエドワード7世）とアレクサンドラ王太子妃の第二王男子として生まれる。
1865年7月7日、ウィンザー城のプライベートチャペルで洗礼を施される。代父母にはハノーファー国王ゲオルク5世、デンマーク王妃ルイーセ並びにフレゼリク王太子（のちのフレゼリク8世）、ライニンゲン侯エルンスト・レオポルト、ザクセン＝コーブルク＝ゴータ公エルンスト2世、ケンブリッジ公ジョージ、ケンブリッジ公爵夫人オーガスタ・オブ・ヘス＝カッセル、ヘッセン大公妃アリスがいる。
出生時には父王太子と兄アルバート・ヴィクターに次いで王位継承権第3位の地位にあったが、父と兄への王位継承が期待されており、ジョージの即位を予想する者はいなかった。

### 幼少期

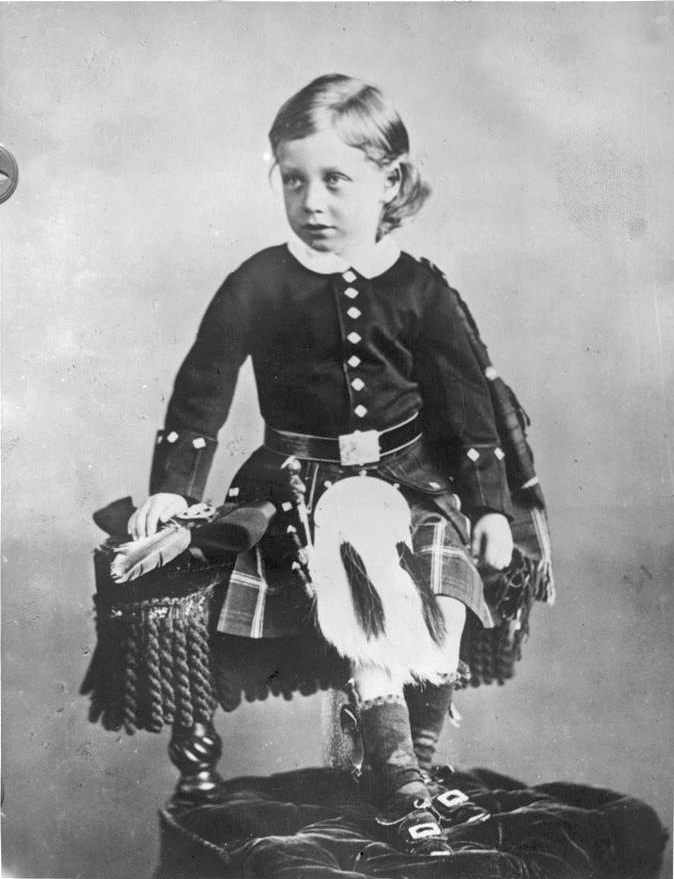
幼少期（1869年）のジョージ

幼少期は、兄と共に父が招請した家庭教師ジョン・ニール・ドルトンから学ぶも、兄弟ともに学業面での出来は芳しくなく、現在でも残されているジョージ5世自筆の文書には、誤字が多く見られることで知られている。
1877年9月には、海軍を「男児にとって最高の教育の場」と考えていた父の方針によって、兄と共に海軍兵学校に入学し、練習船「ブリタニア」において教育を受けることとなった。

### 青年期
1879年に少尉候補生となり、兄と共に家庭教師のドルトンを同伴させたうえで、バッカント級コルベット「バッカント」に3年間乗船、西インド諸島や南アフリカ、オーストラリアなどの植民地をはじめとして、南アメリカ、地中海、エジプト、極東を訪問した。
1881年10月にはその後同盟国となる日本を訪れ、刺青を自身の腕に入れさせたほか、11月には京都で狂言「墨塗」、「腰祈」を鑑賞した。ドルトンはその際の航海記を記しているが、記録によると、メルボルンとシドニーの間で伝説上の幽霊船であるフライング・ダッチマンを目撃したとされている。
帰国後は、兄がケンブリッジ大学のトリニティ・カレッジに進んだのとは対照的に海軍に残った。その後は、1884年に中尉、1886年には大尉となり、1890年から翌1891年にかけては、砲艦「スラッシュ」の艦長として、北大西洋上の勤務にも就いた。また、植民地を含む世界各国を訪問し続けたことから、ウィリアム4世と並んで“セイラー・キング”と呼ばれるほどの航海好きとしても知られるようになり、射撃の名人としてもその腕を磨き続けた。

### 結婚

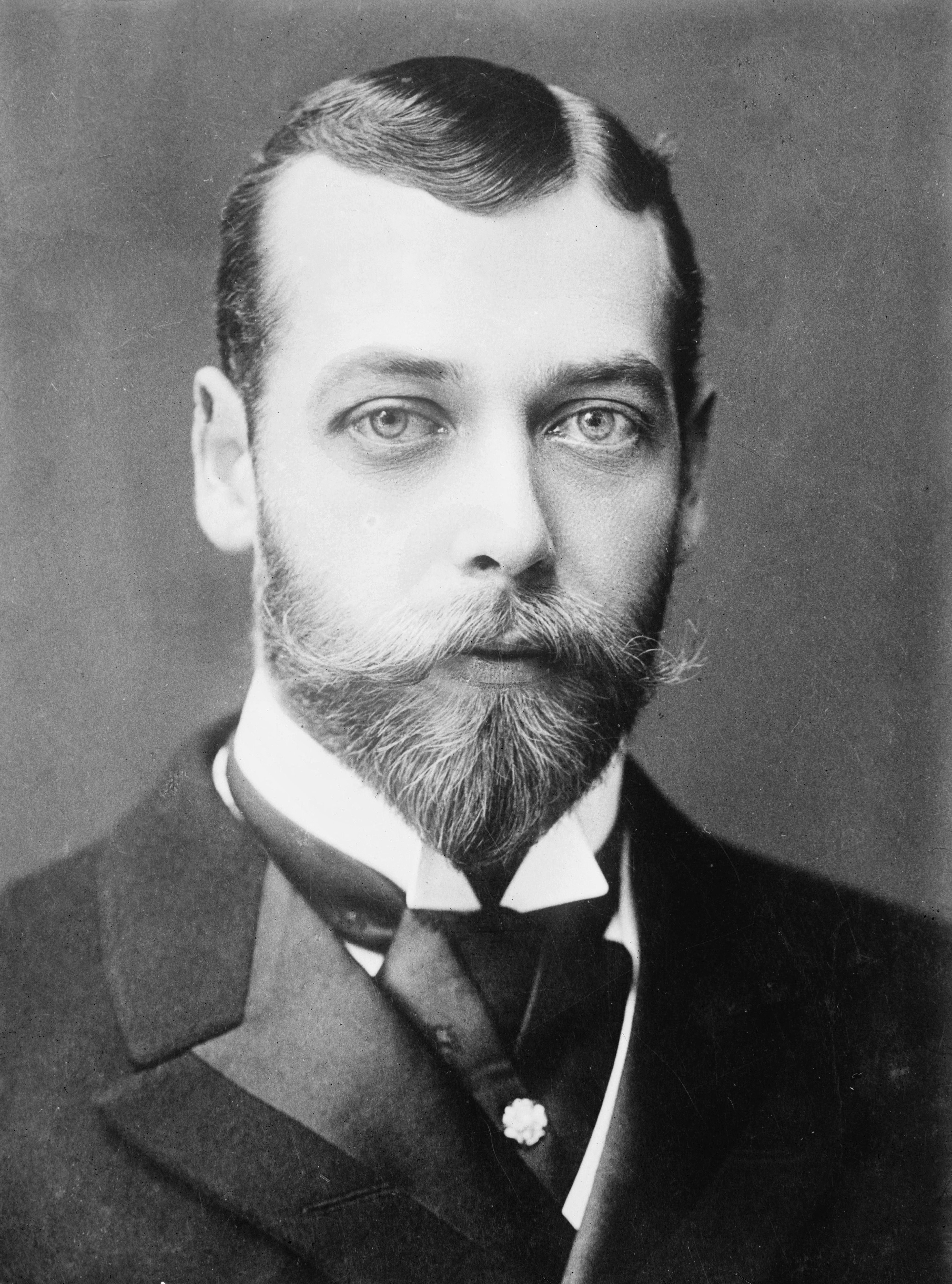
ヨーク公ジョージ（1893年）

海軍軍人として、ジョージは長年叔父エディンバラ公爵アルフレッドの指揮の下にいた。マルタに駐在した際、現地で叔父の長女マリー・オブ・エディンバラと恋に落ちて、結婚を申し込み、彼女もそれを承諾した。祖母ヴィクトリア女王と双方の父は、この結婚を歓迎したものの、親ドイツ的なエディンバラ公爵家を嫌ったジョージの母アレクサンドラと、イギリス嫌いのマリーの母マリア・アレクサンドロヴナがこれに反対し、最終的に婚約は破棄されることとなった。
1891年に、兄アルバートはテック公フランツの長女ヴィクトリア・メアリーと婚約したが、婚約の6週間後の1892年1月14日に兄は肺炎により薨去した。これによってジョージは、父に次いで王位を継承しなければならなくなり、海軍も退役することとなった。同年5月24日には、ヨーク公爵・インヴァネス伯爵・キラニー男爵の爵位を賜った。
メアリーを将来の王妃に相応しい人物として考えていたヴィクトリア女王は、ジョージにメアリーと結婚するよう説得した。この説得を受け入れた彼はメアリーに結婚を申し込み、彼女もこれを受け入れ、1893年7月6日にセント・ジェームズ宮殿のチャペル・ロイヤルで結婚式が執り行われた。

### ヨーク公時代
夫妻はノーフォークのサンドリンガム・ハウス内のヨーク・コテージにおいて、新婚生活を始めることとなった。ジョージは両親とは対照的に、質素で静かなライフスタイルを好んだ。そこでは狩猟と切手収集にばかり没頭しており、ジョージ5世の公式伝記作家も、ヨーク公時代に関しては著書の中で「何も書くことは無い」としている。特に、切手収集の面に関してはその筋でも名の知れた収集家であり、その偏執的とも言える熱狂ぶりはインテリ層からは蔑視の対象となった。

### 王太子時代
1901年1月22日にヴィクトリア女王が崩御したことにともない、父王太子がエドワード7世として王位を継承した。ジョージは法定推定相続人として王位継承順位1位となり、それに伴いコーンウォール公爵とロスシー公爵の爵位を賜った。その後は、海外歴訪へ発輦し、オーストラリアでは連邦議会の開会に親臨。その他にも、カナダやニュージーランド、南アフリカを訪問し、ニュージーランドでは、訪問の記念としてオークランドのコーンウォール公園に、その名を残すこととなった。
同年11月9日に、プリンス・オブ・ウェールズとチェスター伯爵の爵位を賜った。これを期にエドワード7世は、息子に将来の国王としての役割に備えさせるべく、母から国政に関わることを禁止されていた自分とは違い、国事に関する書類に広く接する機会を設けさせた。ジョージは妻メアリーの助言を頼りにし、メアリー自身もしばしば夫がスピーチを書くのを手助けしたことから、彼女自身も次第に国事に関わることとなった。

### 国王時代

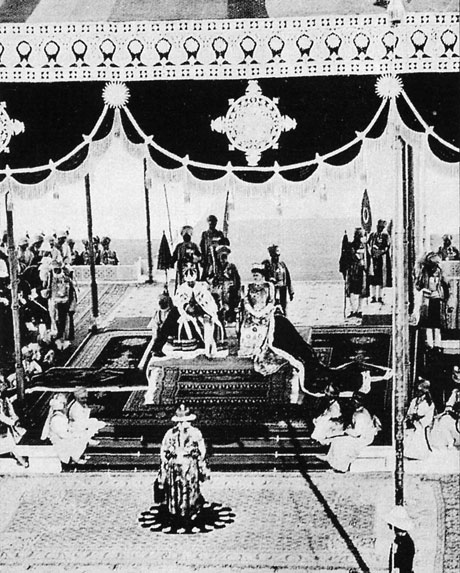
インド皇帝即位式典（1911年）

1910年5月6日にエドワード7世が崩御したことにともない、「ジョージ5世」として王位継承し、翌1911年6月22日にウェストミンスター寺院で戴冠式を執り行った。日本からは東伏見宮依仁親王らが参列した。
王位に就いた直後は、内閣と貴族院の抗争問題への対処に取り組んだ。これまで貴族にとって不利な法案には、貴族たちが法案に拒否権を発動することが常とされていたが、ジョージ5世はそれに対抗する手段として、法案通過に賛成する貴族を新たに叙爵するといった大権の発動を主張し、時のアスキス首相を支持した。これによって、永年職権を乱用し続けてきた貴族たちも黙らざるを得なくなり、同年には議会法が成立し、貴族院の横暴は封じられることとなった。
同年12月にはイギリス領インド帝国を訪問、デリーで行われた戴冠式典 (Delhi Durbar) のとき、インド皇帝として即位したことを宣言し、これに伴う形でインド人への叙勲が大々的に行われた。戴冠式典以降も、皇帝皇后はインド各地を巡幸したが、その際もジョージ5世は趣味である狩猟に熱中し、記録に残っているだけでも、トラを21匹、キジを1000羽以上狩っている。1911年5月には、ドイツ帝国より元帥に叙せられた。

#### 第一次世界大戦期

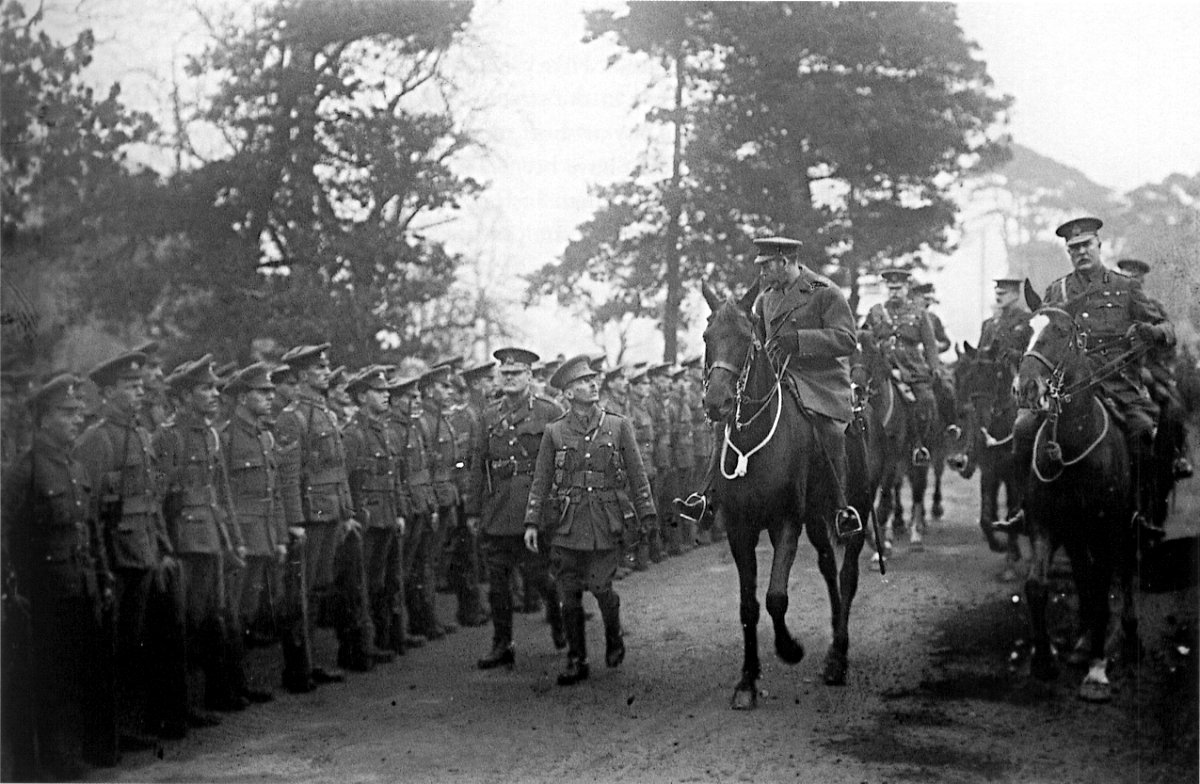
ダンチャーチで陸軍第29師団を親覧するジョージ5世（1915年3月21日）

1914年の第一次世界大戦の開戦に伴い、イギリスとドイツは戦火を交えることとなった。ちなみに、ドイツ皇帝ヴィルヘルム2世は従兄にあたり、従兄弟同士が第一次世界大戦で敵同士として戦ったことになる。
ジョージ5世の祖父アルバートは、ドイツのザクセン＝コーブルク＝ゴータ家出身だったことから、ジョージ5世・同妃と王子王女は、ザクセン＝コーブルク＝ゴータ家（サクス＝コバーグ＝ゴータ家）の王子・王女並びにザクセン公夫妻の称号を有していた。
このことからジョージ5世は、国民の反独感情を考慮して、1917年7月17日に、ドイツ由来だったサクス＝コバーグ＝ゴータ家の家名を、居城に因んでウィンザー家と改称することを宣言した。
1917年12月11日にジョージ5世が公表した勅許状では、王子・王女の身分と殿下の敬称は、国王の子供、国王の息子の子、プリンス・オブ・ウェールズの長男の長男に与えられるものとされた。これに伴い、ジョージ3世の曾孫にあたるカンバーランド＝テヴィオットデイル公アーネスト・オーガスタスが、イギリス王族としての身分と称号を剥奪された。また、ヴィクトリア女王の孫で従弟にあたるオールバニ公チャールズ・エドワードも、条件は満たしていたものの、ドイツ陸軍の将軍としてイギリスに敵対的な立場にあったことが問題視され、アーネスト・オーガスタスと同様の措置が取られた。
1917年のロシア革命によって、従弟のニコライ2世が祖国を離れざるを得なくなった際、イギリス政府は皇帝とその家族を亡命者として受け入れる用意をしたが、「社会主義革命がイギリスにまで波及する恐れがある」と考えたジョージ5世が、ニコライ2世一家の亡命を拒んでいる。
皇帝一家の救出作戦は、情報機関の1つであるMI1によって企画されることとなったが、ボリシェヴィキの位置の特定が困難だったことや、第一次大戦中だったことなどもあって、計画は頓挫し、最終的にニコライ2世と妻のアレクサンドラ、5人の子供たち（1男4女：長女オリガ、次女タチアナ、三女マリア、四女アナスタシア、長男アレクセイ）一家7人は、1918年7月17日にボリシェヴィキによって処刑されることとなった。
翌1919年には、叔母マリア・フョードロヴナと従妹一家など辛うじて生存した一部皇族・貴族達が、クリミア半島のヤルタに幽閉されていることが判明した際は、戦艦「マールバラ」を差し向け、叔母達をクリミアから黒海を経て救出することに成功した。

#### 大戦後

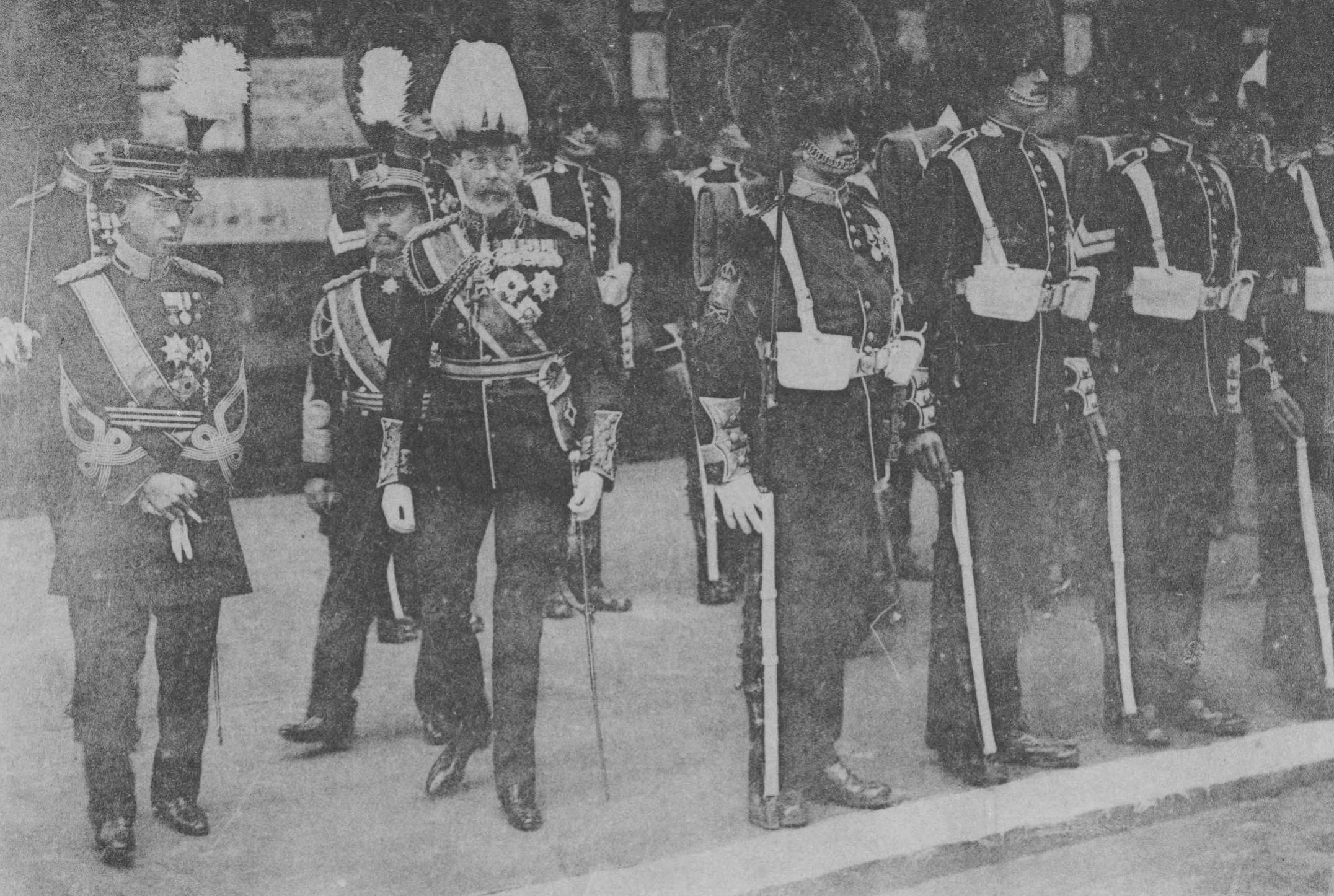
欧州訪問中の皇太子裕仁親王（左端）を迎えるジョージ5世。1921年

第一次大戦後は、オーストリア＝ハンガリーやドイツ、ギリシャ、スペインといった君主制国家の大部分は没落することとなった。ギリシャでは、1922年に起きたクーデターによって、従弟のアンドレアス王子が革命政府から死刑を宣告されたことから、ジョージ5世は軽巡洋艦「カリプソ」を差し向け、アリス妃を含めた従弟一家をフランスへ亡命させた。
なお、一家の子女の中には、後に孫娘のエリザベス王女（後のエリザベス2世）と結婚することになるフィリッポス（後のエディンバラ公フィリップ）がいた。
その後は、アイルランド独立戦争をはじめとする各英領植民地における独立運動の拡大や世界恐慌など、大英帝国の君主として国内外において様々な問題に直面することになったが、アイルランド独立法案を成立させ、自治領として将来の独立への足がかりを作ったり、世界恐慌時の財政難に際しても、ラムゼイ・マクドナルドからスタンリー・ボールドウィンにまで続く挙国一致内閣の成立に尽力し、予算の均衡を維持すべく、自ら王室費の削減を提唱するなど、要所要所で活躍する場面も見受けられた。

#### 晩年

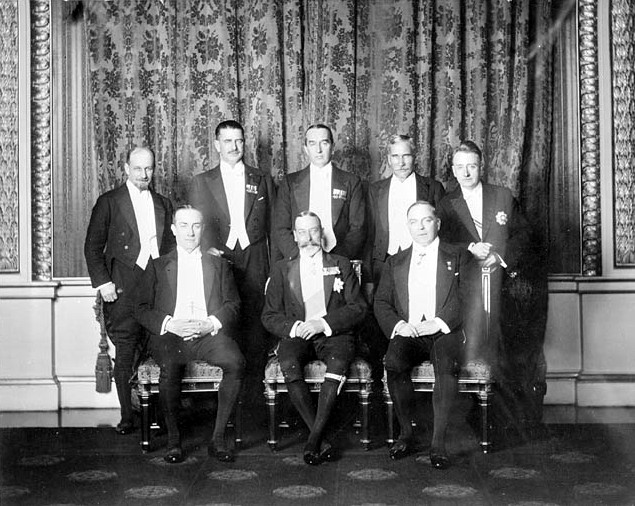
1926年の帝国会議にて（前列中央がジョージ5世）

1926年には、ロンドンでイギリス帝国会議を主催し、イギリス連邦の構成に関する憲法上の関係について「帝国内の自治領諸国の地位は本国と平等とする」との旨を記したバルフォア報告書を作成し、会議において採択・宣言された。
1927年1月、ジョージ5世が勅許状を発行し英国の公共放送「英国放送会社」（British Broadcasting Company）が「英国放送協会」（British Broadcasting Corporation）BBCに組織変更。これにより現在に至るBBCが設立された。
1931年に発表されたウェストミンスター憲章では、国王の地位を「イギリス連邦構成国の自由な連合の象徴である」と正式に定められた。また憲章の前文では、前述のバルフォア報告書を鑑みたうえで、「王位の継承や国王の称号に関する法律の変更は全自治領の各議会の同意が必要である」と記されることとなった。
また、現在イギリスで毎年の恒例となっているクリスマス演説も、ジョージ5世の治世下である1932年から始まっている。
また、ドイツで時をほぼ同じくしてナチスが勢力を拡大しつつあることを懸念し、ベルリンの駐独大使にファシズムの台頭を注視するよう呼びかけている。1935年の即位25周年記念式典では、（4年後、再び敵国となり戦火を交えることになるナチス・ドイツ、その独裁者アドルフ・ヒトラーを意識して）国民に向けて自らを「ごく平凡な1人の人間に過ぎない」と述べ、この頃からジョージ5世は、国民から広く愛される国王となった。

#### 長男エドワードとの関係

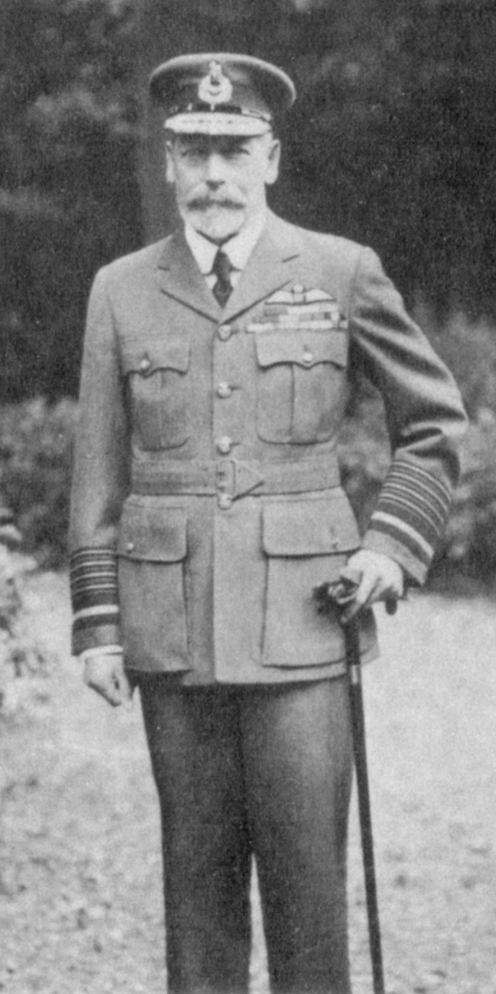
イギリス空軍元帥の制服を着用したジョージ5世（1935年）

しかしその一方で、王太子の立場にありながら、人妻であるアメリカ人女性ウォリス・シンプソンとの結婚を望み続けるなど、様々な問題を抱える第一王子エドワード（後のエドワード8世）との関係は、年を追うごとに悪化の一途を辿り、ジョージ5世は将来第一王子が自身から王位を継ぐことになるといった事態に頭を悩ませていた。
対照的に、第一王子と違って生真面目で誠実な性格である第二王子アルバート（後のジョージ6世）とは、良好な関係を維持しており、孫娘のエリザベス王女を溺愛していたという。この問題に関してジョージ5世は「自分が死ねば、1年以内にエドワードは破滅するだろう」「長男には結婚も跡継ぎをもうけることも望まないし、バーティー（ジョージ6世）とリリベット（エリザベス2世）と王冠の間に何の邪魔も入らないことを祈っている」と言い残している。そして彼の死後にその予感は的中し、実際にほぼその発言通りとなった。

#### 崩御
第一次世界大戦によるストレスは、ヘビースモーカーだったジョージ5世の喫煙量を更に増やすきっかけとなり、長く肺気腫や気管支炎、慢性閉塞性肺疾患、胸膜炎を患った。また、第一次世界大戦中の1916年に、戦線に行幸している最中に落馬事故に遭い、戦後もその際に負った傷の後遺症に悩まされていたことも、体調の悪化に拍車をかけることとなった。1928年に病状が悪化した際は、ウェスト・サセックスのボグナー・レージスの海岸保養地で療養生活を送り、以降2年間は第一王子エドワードが国王の代理としての役割を果たした。
以降もジョージ5世の健康が完全に回復することはなく、晩年には時折酸素の投与が必要な玉体になっていた。1936年1月15日の夕方に、サンドリンガム・ハウスで風邪をこじらせてからは、徐々に意識が遠のき、1月17日の日記には「どうも、耄碌したようだ」と記した。
1月20日の午後11時55分にジョージ5世は崩御し、主治医の証言によると、臨終間際の最期の言葉は"God damn you!"「ちくしょう！」だったという。なお、ジョージ5世の主治医バートランド・ドーソンは家族の同意を得た上で、なるべく苦しませずに崩御に至らせるため、国王に致死量に値するコカインとモルヒネを投与したことを日記に記し、この事実は1986年に公表された。これについては、「国王の崩御が大衆紙（主に夕刊）ではなく高級紙（主に朝刊）において発表されるべく、崩御の時刻を操作したのではないか」との噂がある。
ジョージ5世の崩御を受けて、1936年1月20日に第一王子エドワード8世が王位を継承した。

## ジョージ5世を題材とした作品
ドイツの作曲家パウル・ヒンデミットは、イギリス滞在時にジョージ5世死去の報に触れ、死去の翌日である1月21日に、追悼の作品としてわずか6時間で「葬送音楽」を書き上げた。さらにその翌日、自身のヴィオラ独奏、およびエイドリアン・ボールトが指揮するBBC交響楽団との共演により、BBCメモリアルコンサートの生中継において、同曲を初演した。
2010年のイギリスの歴史ドラマ映画『英国王のスピーチ』では、マイケル・ガンボンがジョージ5世の役を演じた。なお、主役は次男のジョージ6世である。
2019年のイギリス・アメリカ合衆国の歴史時代劇映画『ダウントン・アビー』では、サイモン・ジョーンズ(Simon Jones)がジョージ5世役を演じた。
2021年の英米合作映画『キングスマン:ファースト・エージェント』では、第一次世界大戦の終結後、国家権力から独立した諜報機関「キングスマン」の創設に関わったことになっている。演じたのはトム・ホランダーで、同作ではドイツ皇帝ヴィルヘルム2世、ロシア皇帝ニコライ2世との1人3役である。日本語吹替も上田燿司が1人3役を務めている。

## エポニム
海軍では、即位後の1911年（キング・ジョージ5世級戦艦 (初代)）と死後の1939年(キング・ジョージ5世 (戦艦))の2回にわたって、ジョージ5世の名を冠した戦艦が建造された。また、水兵を対象としたキング・ジョージ基金をはじめとして、数多くの慈善団体に自身の名義と金銭を寄付していたことでも知られている。

## エピソード

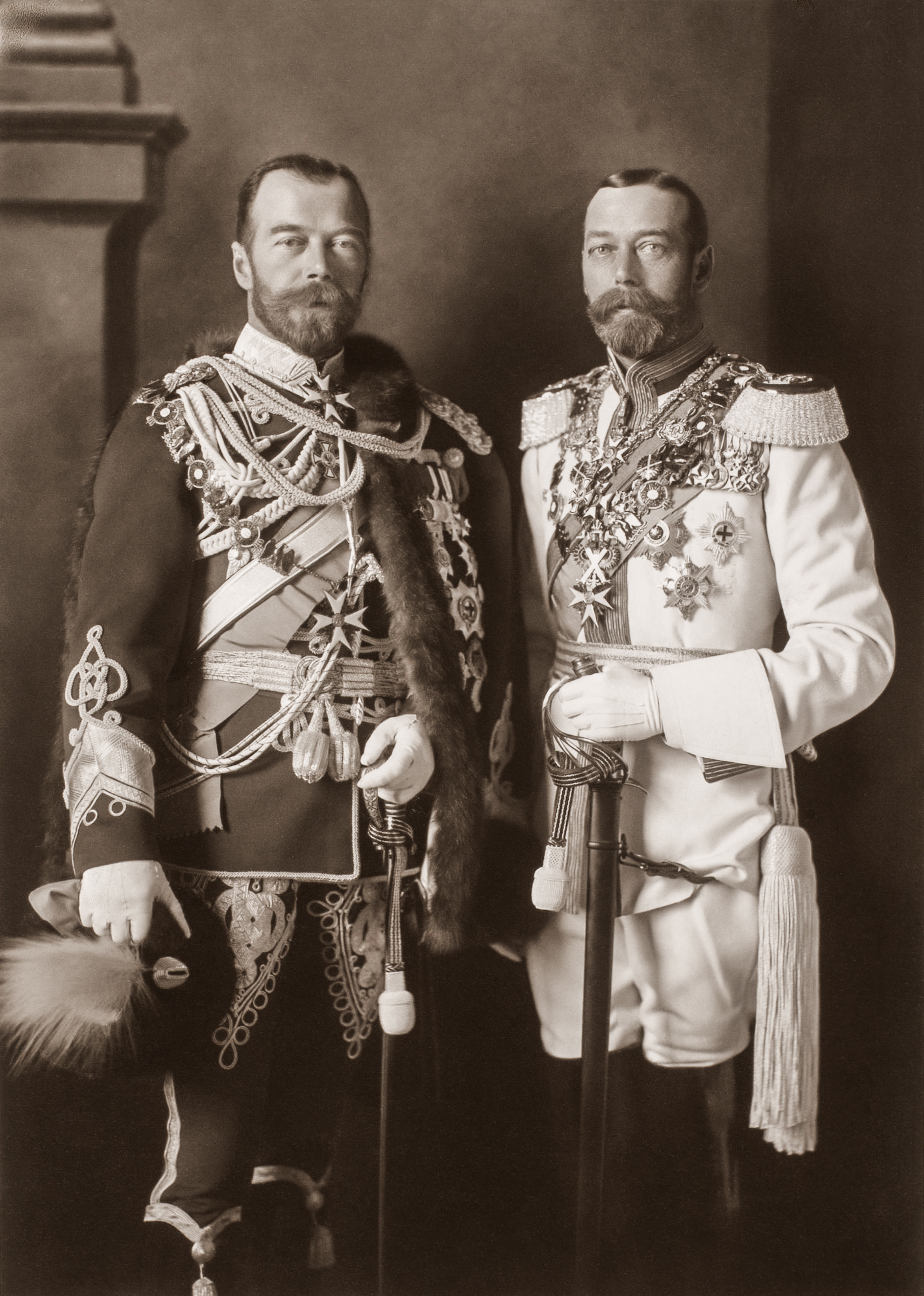
ジョージ5世とニコライ2世（1913年）

- 前述の従兄弟であるロシア皇帝ニコライ2世とは、入れ替わっても親族さえ気付かないほど容貌もよく似ていた。そのため両家が集まる際にお互いの衣装を取り替え、お付の者や家族が間違う様子を楽しむいたずらをしていたという。
- ロシア革命後イギリスに亡命した皇帝の家臣がジョージ5世に拝謁した時、ニコライ2世が生きていたと思って跪いたという。また、ニコライ2世の皇后アレクサンドラも従妹にあたる。

- 高位にある人間として、X脚であることに強いコンプレックスを抱いていた。そのことから、自分と同じX脚を持つ次男アルバートに対しては、脚の形を矯正するために、9歳頃から両足に1日数時間ギプスを着用するように命じたが、幼いアルバートは、ギプスを着用している際の痛みに耐え切れず、泣き叫ぶようなこともしばしばあった。それを不憫に思った侍従の一人が、就寝時にこっそりとアルバートのギプスを外した際、そのことを知って激怒したジョージ5世はその侍従を自室に呼びつけ、彼の目の前でズボンを脱いで自分の脚を見せ、「いいか、もしあれが大人になってもこんな形の脚のままだったら、全てお前の責任だぞ」と語ったという。

- 1921年（大正10年）に日本の皇太子裕仁親王（後の昭和天皇）が訪英した際、「ジョージ5世は親身になって世話をし、その接し方はまるで実の父親のようであった」とされる。この時、ジョージ5世は日本の皇太子に「君臨すれども統治せず」という立憲王政のあり方を懇切丁寧に教え、その後の昭和天皇の人生に大きな影響を与えたともいわれる。
  - なお、その長男で皇太子明仁親王（のちの第125代天皇、上皇）の教育掛を担当した小泉信三も、帝王学の教材としてジョージ5世の伝記を用いた。昭和天皇が崩御して皇位継承した直後の1989年（平成元年）3月に『ジョオジ五世伝と帝室論ほか』（文藝春秋）が復刊された。

## 称号
1865年6月3日 – 1892年5月24日
ジョージ・オブ・ウェールズ王子殿下 (His Royal Highness Prince George of Wales)
1892年5月24日 – 1901年1月22日
ヨーク公爵殿下 (His Royal Highness The Duke of York)
1901年1月22日 – 1901年11月9日
コーンウォールおよびヨーク公爵殿下 (His Royal Highness The Duke of Cornwall and York)
1901年11月9日 – 1910年5月6日
プリンス・オブ・ウェールズ殿下 (His Royal Highness The Prince of Wales)
1910年5月6日 – 1936年1月20日
国王陛下 (His Majesty The King)
- ヨーク公としての紋章
- プリンス・オブ・ウェールズとしての紋章
- ジョージ5世としての紋章
- スコットランドにおけるジョージ5世としての紋章

## 栄典

### イギリスの勲章
- 1884年、ガーター勲章勲爵士（KG）
- 1893年、シッスル勲章勲爵士（KT）
- 1897年、聖パトリック勲章勲爵士（KP）
- 1897年、ロイヤル・ヴィクトリア勲章ナイト・グランド・クロス（GCVO）
- 1901年、聖マイケル・聖ジョージ勲章ナイト・グランド・クロス（GCMG）
- 1905年、インドの星勲章ナイト・グランド・コマンダー（GCSI）
- 1905年、インド帝国勲章ナイト・グランド・コマンダー（GCIE）[7]

### 外国勲章
以下、国名五十音順。カッコ内の年代は授与された年。
- アフガニスタン王国：太陽勲章（Order of the Sun）
- イタリア王国：受胎告知勲章、サヴォイア軍事勲章（1916年）
- イラク王国：二大河勲章（英語版）（1927年）、ハシム王家勲章（1933年）
- エジプト王国：ムハンマド・アリー勲章（Order of Mohammed Ali）（1927年）
- エチオピア帝国：ソロモン勲章（1932年?）
- オスマン帝国：オスマン勲章（英語版）（1886年）、メディジ勲章（トルコ語版）
- オランダ：ネーデルラント獅子勲章（オランダ語版）（1911年）
- ギリシャ王国：贖主勲章（ギリシア語版）（1882年）、ゲオルギオス1世勲章（ギリシア語版）
- サン・マリノ共和国：サン・マリノ勲章（イタリア語版）（1935年）
- スウェーデン：熾天使勲章（スウェーデン語版）（1905年）
- スペイン：金羊毛勲章（1894年）、カルロス3世勲章（スペイン語版）（1888年）
- タイ王国：白象勲章・大チャクリー勲章（1880年）
- デンマーク：象勲章、ダンネブロ勲章
- 日本：大勲位菊花大綬章、大勲位菊花章頸飾（1911年）
- ネパール：ラヤーニー勲章（英語版）（1934年）
- ノルウェー：聖オーラヴ勲章（1906年）
- ブラジル：南十字星勲章
- フランス：レジオンドヌール勲章
- ブルガリア王国：アレクサンダル勲章（ブルガリア語版）（1910年）
- プロイセン王国：黒鷲勲章（1890年）
- ベルギー：レオポルド勲章（オランダ語版、フランス語版）
- ポルトガル王国：キリスト勲章（1886年）
- ルーマニア王国：カロル1世勲章
- ロシア帝国：聖アンドレーイ勲章（ロシア語版）、聖アレクサンダー・ネーヴスキ勲章、白鷲勲章（ロシア語版）、聖アンナ勲章（ロシア語版）、聖スタニスラフ勲章（ロシア語版）[8]

この他、ドイツ帝国領邦諸国などからも勲章をもらっている。

### 名誉職
- 1901年 – 1910年、科学技術産業振興協会（王立技芸協会）会長[9]

- 1905年3月4日[10] – 1907年、五港長官（英語版）[11]

## 子女
- エドワード8世（1894年 - 1972年）
- ジョージ6世（1895年 - 1952年）
- メアリー（1897年 - 1965年）　第6代ヘアウッド伯爵ヘンリー・ラッセルズと結婚
- ヘンリー（1900年 - 1974年）　グロスター公
- ジョージ（1902年 - 1942年）　ケント公
- ジョン（1905年 - 1919年）　夭折

### 系図
|                      |             |             |             |             |             |  |  |               |               |               |               |               |               |  |  |                  |            |            |            |            |            |  |  |  |  |  |  |  |  |  |  |  |  |  |  |  |  |  |  |  |  |  |  |  |  |  |  |  |  |  |  |  |  |  |  |  |  |  |  |
| ジョージ1世          |             |             |             |             |             |  |  |               |               |               |               |               |               |  |  |                  |            |            |            |            |            |  |  |  |  |  |  |  |  |  |  |  |  |  |  |  |  |  |  |  |  |  |  |  |  |  |  |  |  |  |  |  |  |  |  |  |  |  |  |
|                      |             |             |             |             |             |  |  |               |               |               |               |               |               |  |  |                  |            |            |            |            |            |  |  |  |  |  |  |  |  |  |  |  |  |  |  |  |  |  |  |  |  |  |  |  |  |  |  |  |  |  |  |  |  |  |  |  |  |  |  |
| ジョージ2世          |             |             |             |             |             |  |  |               |               |               |               |               |               |  |  |                  |            |            |            |            |            |  |  |  |  |  |  |  |  |  |  |  |  |  |  |  |  |  |  |  |  |  |  |  |  |  |  |  |  |  |  |  |  |  |  |  |  |  |  |
|                      |             |             |             |             |             |  |  |               |               |               |               |               |               |  |  |                  |            |            |            |            |            |  |  |  |  |  |  |  |  |  |  |  |  |  |  |  |  |  |  |  |  |  |  |  |  |  |  |  |  |  |  |  |  |  |  |  |  |  |  |
| フレデリック・ルイス |             |             |             |             |             |  |  |               |               |               |               |               |               |  |  |                  |            |            |            |            |            |  |  |  |  |  |  |  |  |  |  |  |  |  |  |  |  |  |  |  |  |  |  |  |  |  |  |  |  |  |  |  |  |  |  |  |  |  |  |
|                      |             |             |             |             |             |  |  |               |               |               |               |               |               |  |  |                  |            |            |            |            |            |  |  |  |  |  |  |  |  |  |  |  |  |  |  |  |  |  |  |  |  |  |  |  |  |  |  |  |  |  |  |  |  |  |  |  |  |  |  |
| ジョージ3世          |             |             |             |             |             |  |  |               |               |               |               |               |               |  |  |                  |            |            |            |            |            |  |  |  |  |  |  |  |  |  |  |  |  |  |  |  |  |  |  |  |  |  |  |  |  |  |  |  |  |  |  |  |  |  |  |  |  |  |  |
|                      |             |             |             |             |             |  |  |               |               |               |               |               |               |  |  |                  |            |            |            |            |            |  |  |  |  |  |  |  |  |  |  |  |  |  |  |  |  |  |  |  |  |  |  |  |  |  |  |  |  |  |  |  |  |  |  |  |  |  |  |
|                      |             |             |             |             |             |  |  |               |               |               |               |               |               |  |  |                  |            |            |            |            |            |  |  |  |  |  |  |  |  |  |  |  |  |  |  |  |  |  |  |  |  |  |  |  |  |  |  |  |  |  |  |  |  |  |  |  |  |  |  |
| ジョージ4世          | ジョージ4世 | ジョージ4世 | ジョージ4世 | ジョージ4世 | ジョージ4世 |  |  | ウィリアム4世 | ウィリアム4世 | ウィリアム4世 | ウィリアム4世 | ウィリアム4世 | ウィリアム4世 |  |  | エドワード       | エドワード | エドワード | エドワード | エドワード | エドワード |  |  |  |  |  |  |  |  |  |  |  |  |  |  |  |  |  |  |  |  |  |  |  |  |  |  |  |  |  |  |  |  |  |  |  |  |  |  |
| ジョージ4世          | ジョージ4世 | ジョージ4世 | ジョージ4世 | ジョージ4世 | ジョージ4世 |  |  | ウィリアム4世 | ウィリアム4世 | ウィリアム4世 | ウィリアム4世 | ウィリアム4世 | ウィリアム4世 |  |  | エドワード       | エドワード | エドワード | エドワード | エドワード | エドワード |  |  |  |  |  |  |  |  |  |  |  |  |  |  |  |  |  |  |  |  |  |  |  |  |  |  |  |  |  |  |  |  |  |  |  |  |  |  |
|                      |             |             |             |             |             |  |  |               |               |               |               |               |               |  |  | ヴィクトリア     |            |            |            |            |            |  |  |  |  |  |  |  |  |  |  |  |  |  |  |  |  |  |  |  |  |  |  |  |  |  |  |  |  |  |  |  |  |  |  |  |  |  |  |
|                      |             |             |             |             |             |  |  |               |               |               |               |               |               |  |  |                  |            |            |            |            |            |  |  |  |  |  |  |  |  |  |  |  |  |  |  |  |  |  |  |  |  |  |  |  |  |  |  |  |  |  |  |  |  |  |  |  |  |  |  |
|                      |             |             |             |             |             |  |  |               |               |               |               |               |               |  |  | エドワード7世    |            |            |            |            |            |  |  |  |  |  |  |  |  |  |  |  |  |  |  |  |  |  |  |  |  |  |  |  |  |  |  |  |  |  |  |  |  |  |  |  |  |  |  |
|                      |             |             |             |             |             |  |  |               |               |               |               |               |               |  |  |                  |            |            |            |            |            |  |  |  |  |  |  |  |  |  |  |  |  |  |  |  |  |  |  |  |  |  |  |  |  |  |  |  |  |  |  |  |  |  |  |  |  |  |  |
|                      |             |             |             |             |             |  |  |               |               |               |               |               |               |  |  | ジョージ5世      |            |            |            |            |            |  |  |  |  |  |  |  |  |  |  |  |  |  |  |  |  |  |  |  |  |  |  |  |  |  |  |  |  |  |  |  |  |  |  |  |  |  |  |
|                      |             |             |             |             |             |  |  |               |               |               |               |               |               |  |  |                  |            |            |            |            |            |  |  |  |  |  |  |  |  |  |  |  |  |  |  |  |  |  |  |  |  |  |  |  |  |  |  |  |  |  |  |  |  |  |  |  |  |  |  |
|                      |             |             |             |             |             |  |  |               |               |               |               |               |               |  |  | （ウィンザー朝） |            |            |            |            |            |  |  |  |  |  |  |  |  |  |  |  |  |  |  |  |  |  |  |  |  |  |  |  |  |  |  |  |  |  |  |  |  |  |  |  |  |  |  |

- 赤枠の人物は、存命中。
- 黒枠の人物は、故人。
- 太枠の人物は、イギリス君主の子女。

注釈
1. ↑  国王エドワード8世は1936年の退位後、ウィンザー公爵となった。

### 評伝
- 君塚直隆『ジョージ五世－大衆民主政治時代の君主』日経プレミアシリーズ（新書）、2011年